# Liste der Baudenkmäler in Coburg/Scheuerfeld

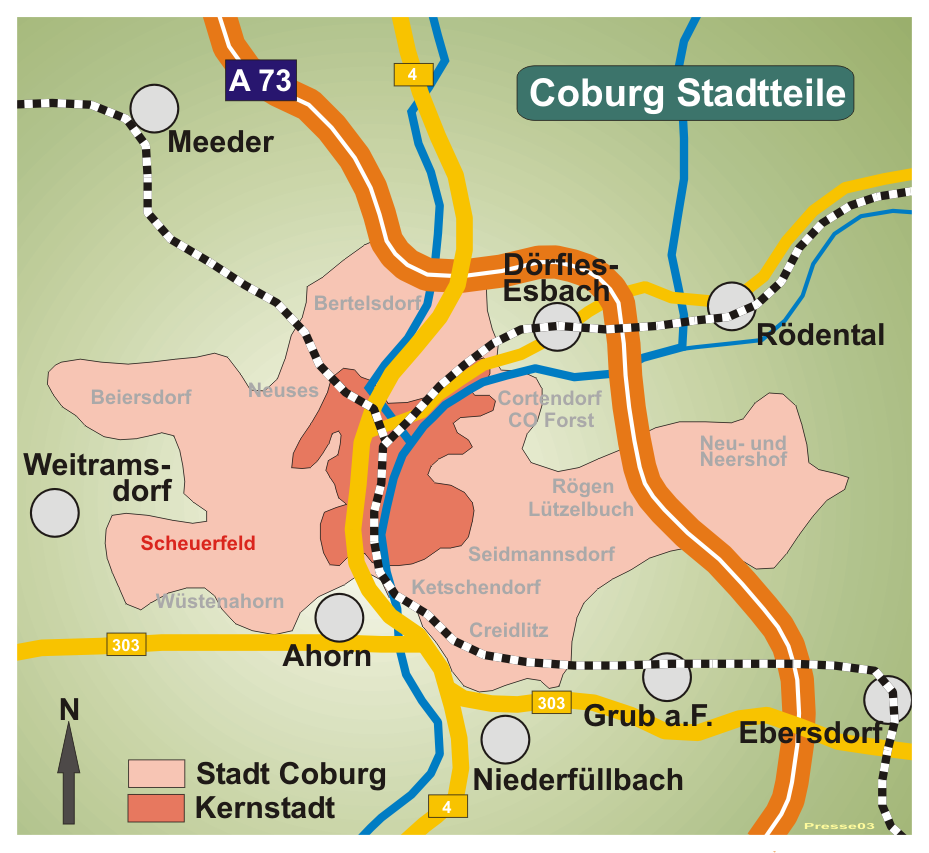
Coburg Stadtteil Scheuerfeld

Der Coburger Stadtteil Scheuerfeld bestand aus den Ortsteilen Eichhof und Scheuerfeld.

## Eichhof
| Adresse Bezeichnung Akten-Nr.                               | Beschreibung | Foto                        |
| ----------------------------------------------------------- | --- | --------------------------- |
| Schloss Eichhof 1 (Standort) Schloss Eichhof D-4-63-000-588 | Das Schloss Eichhof befindet sich westlich der Ernstfarm und etwas nordöstlich der Weidacher Straße. Es liegt auf einer Anhöhe über dem vom Güßbach durchflossenen Wiesengrund. Eichhof ist seit 1868 nach Scheuerfeld eingemeindet. Das Schlossgebäude ist eine Zweiflügelanlage aus dem 18./19. Jahrhundert mit älterem Kern; der Name des Hofes ist seit 1440 belegt. Die Anlage besteht aus einem zweigeschossigen Walmdachhaus mit einem nach Nordosten angebauten Flügel. Das Erdgeschoss ist aus massiven Sandsteinquadern. 1979 wurde das Schloss mit dem zugehörigen Gelände aus herzoglichem Besitz an eine Privatperson verkauft. | Schloss Eichhof, Haus Nr. 1 |

## Scheuerfeld
| Adresse Bezeichnung Akten-Nr.                                                                       | Beschreibung | Foto                                               |
| --------------------------------------------------------------------------------------------------- | --- | -------------------------------------------------- |
| Bayernstraße 5 bzw. Elsa-Jucht-Platz 6 (Standort) Ehemalige Schule mit Lehrerwohnung D-4-63-000-848 | Der zweigeschossige, verschieferte Walmdachbau aus dem Jahr 1862 war die ehemalige Dorfschule. Das Gebäude hatte ursprünglich vier zu vier Fensterachsen, die auf der Giebelseite auf zwei reduziert sind. Die Fenster des Obergeschosses sind größer als die im Erdgeschoss und dadurch hervorgehoben. An gleicher Stelle – unmittelbar südlich der Dorfkirche – hatte Nicolaus Zech bereits 1601 ein Schulgebäude errichtet, das 1762 und 1782 durch Neubauten ersetzt wurde. | Bayernstraße 5 – Ehemalige Schule                  |
| Bayernstraße 8 (Standort) Bauernhaus D-4-63-000-607                                                 | Das Bauernhaus, als Zweiflügelanlage im 18./19. Jahrhundert erbaut, hat ein teilweise verschiefertes Fachwerk mit aufwändiger Bemalung. | Bayernstraße 8 – Bemalung                          |
| Bayernstraße 10 (Standort) Wohnstallhaus D-4-63-000-849                                             | Das zweigeschossige, traufständige Bauernhaus besteht aus einem massiven Erdgeschoss und einem Fachwerkobergeschoss. | Bayernstraße 10 – Bauernhaus                       |
| Bayernstraße 16 (Standort) Gasthaus D-4-63-000-850                                                  | Das Gasthaus Zum Ölberg (frühere Namen Oberes Wirtshaus, Zum grünen Baum) wurde bis 1712 als Wohnhaus der Familie Merklin genutzt und ab etwa 1714 als Gasthaus geführt. Der eingeschossige Halbwalmdachbau trägt hofseitig ein Zwerchhaus mit Satteldach über dem mittigen Eingang. | Bayernstraße 16 – Gasthaus, hofseitiges Zwerchhaus |
| Heckenweg (Standort) Grenzstein D-4-63-000-617                                                      | Der Grenzstein befindet sich am Westrand des Hutholzes, am Heckenweg. Er trägt einen Mohrenkopf und stammt von 1812. | Grenzstein                                         |
| Kürengrund 80 (Standort) Ehemalige herzogliche Domäne, Ernstfarm D-4-63-000-872                     | siehe Liste der Baudenkmäler in Coburg/K#Kürengrund |                                                    |
| Mönchsstrich (Standort) Centstein D-4-73-112-23                                                     | siehe Liste der Baudenkmäler in Ahorn (Landkreis Coburg)#Krebsmühle |                                                    |
| Nicolaus-Zech-Straße 2 (Standort) Evangelisch-lutherische Pfarrkirche D-4-63-000-608                | Die evangelisch-lutherische Pfarrkirche ist ein Rechteckbau, 1832/34 von Friedrich Streib errichtet und Mitte des 20. Jahrhunderts durch Reinhard Claaßen umgebaut. Der Chorturm im Kern ist mittelalterlich. | Evangelisch-lutherische Pfarrkirche                |
| Nicolaus-Zech-Straße 16 (Standort) Bauernhof D-4-63-000-609                                         | Der zweigeschossige Wohnstallbau mit der Jahresbezeichnung „1852“ besteht aus einem massiven Erdgeschoss auf einem Sockel aus Sandsteinquadern. Darüber befinden sich ein verschiefertes Fachwerkobergeschoss und ein Satteldach. Eine doppelgeschossige Laube steht traufseitig und eine Fachwerkscheune mit Satteldachhaus aus dem 18./19. Jahrhundert auf der Rückseite. | Nicolaus-Zech-Straße 16                            |
| Nicolaus-Zech-Straße 20 (Standort) Ehem. Schloss Scheuerfeld D-4-63-000-610                         | Das ehemalige Schloss der Merklins, ein zweigeschossiger Bau mit einem Zwerchhaus, wird als Pfarrhaus genutzt. | Pfarrhaus                                          |
| Von-Merklin-Straße 9 (Standort) Wappenschild D-4-63-000-587                                         | Wappenschild des Georg Christoph Merklin von Scheuerfeld uff Scheuerfeld am Gebäude des Gasthauses Zur weißen Lilie über dem Eingang. | Von-Merklin-Straße 9 Wappenschild                  |
| Wüstenahorner Straße 1 (Standort) Bauernhaus D-4-63-000-851                                         | Das Bauernhaus ist als zweigeschossiger Satteldachbau mit verschiefertem Fachwerk im Obergeschoss ausgeführt. Das Erdgeschoss wurde in Ziegelbauweise errichtet. | Wüstenahorner Straße 1                             |